# Музеј винарства и виноградарства
Музеј винарства и виноградарства је музеј који се налази у Александровцу, у некадашњем винском подруму Пољопривредне школе у Александровцу, саграђеном 1924. године. Музеј је отворен за посетиоце 31. марта 2000. године. Бави се сакупљањем, научним обрађивањем, публикацијом, чувањем и излагањем предмета који илуструју и документују развој винарства и виноградарства у Србији.

## Историјат
Музеј је настао као последица дугогодишње традиције, значаја Жупе у производњи грожђа и вина, жупско виногорје са скоро 3 000 хектара под виноградима, што га чини највећим у Србији и генерацијска оријентација становника Жупе ка производњи вина. У Александровцу и околним мањим местима је 1891. године формиран лозно - воћни расадник, који је био један од првих у Краљевини Србији. Винодељско - воћарска школа са интернатом, која је основана 1921. године, је образовала бројне генерације енолога, који су утицали на развој виноградарства у Александровачком крају.

## Поставка
У склопу Музеја винарства и виноградарства се налазе четири тематске просторије:
1. Жупска трпеза,
2. Пољански двор,
3. Врионица и
4. Мајсторска соба.

У Музеју се поред справа, прибора и алата, који су коришћени у традиционалној производњи вина, могу пронаћи и историјски списи који сведоче развоју виноградарства у Александровачком крају.